# Musique suisse
La musique suisse conserve quelques particularités folkloriques malgré l'exiguïté du territoire de la Confédération suisse. Région montagneuse s'il en est, la Suisse abrite de vallée en vallée des traditions fort différentes, d'autant plus qu'elles sont reculées et moins fréquentées, telle le Muotathal ou celle d'Appenzell. Malgré le développement du tourisme, et parfois grâce à lui, beaucoup de manifestations culturelles traditionnelles se perpétuent dans tout le pays, faisant fi des différences linguistiques marquées.
La musique folklorique originale est typiquement rurale, liée aux activités alpestres pastorales, et conditionnée aussi par la propagation des sons en montagne ; elle est en outre liée aux autres manifestations folkloriques. Dans les villes, tous les styles de musiques festives semblent s'être donnés rendez-vous sous la forme des musiques de carnaval, de danse ou autre variétés populaires. Il est difficile de dire qui de la Suisse ou de l'Autriche a influencé l'autre, mais ces pays partagent peu ou prou les mêmes traditions musicales folkloriques populaires (yodel, alphorn, ländler, schlager, etc.). Il en va de même pour la musique bavaroise.
En raison du caractère démocratique et cantonal de son régime, à l'inverse de ses voisins, la Suisse n'a connu ni musique de Cour ni mécénat important si bien que la musique classique n'a connu de véritable développement qu'à l'orée du XXe siècle à la suite de l'implantation des conservatoires. Arthur Honegger est devenu une figure incontournable dans le panthéon des compositeurs.
Malgré l'actualité et l'intensité de sa vie folklorique, la Suisse n'a pas été en reste[style à revoir] concernant les musiques actuelles et de nombreux artistes suisses ont acquis dans ce domaine une reconnaissance mondiale.

## Musique classique
Attestée depuis le IXe siècle (Notker le Bègue), la pratique de chants religieux puis séculiers s'est enrichie au XIVe siècle d'une pratique instrumentale débouchant sur la musique ancienne. L'histoire musicale du pays remonte à la période du Haut Moyen Âge, lors de la fondation des premières abbayes du pays, en particulier celles de Saint-Maurice et de Disentis dont la liturgie est largement influencée par l'école parisienne de Notre-Dame entre le XIIe siècle et le XIIIe siècle. En parallèle à la musique d'Église, se développe dès le XIe siècle des jeux liturgiques en latin ainsi qu'en langue vulgaire. Enfin, de nombreuses chansons de trouvères alémaniques ont été regroupées dans le Codex Manesse.
Un peu plus tôt, aux IXe siècle et Xe siècle, l'abbaye de Saint-Gall avec Notker le Bègue (environ 840–912) contribue au chant grégorien auquel on attribue la paternité d’une quarantaine de séquences. Puis au XVIe siècle, des musiciens se rattachent au mouvement des humanistes, tels que Hans Kotter, (environ 1485 – 1541) organiste à Fribourg ; Ludwig Senfl (environ 1486 – 1543), de Bâle, auteur de messes, de psaumes, mais aussi des lieder et Glaréan (1488–1563) connu comme réformateur de la théorie musicale avec son Dodecachordon (1547), sa définition de la gamme à douze tons,.
C'est au cours du XVIIIe siècle que la pratique de la musique commence à prendre un caractère professionnel ; auparavant, la pratique de la musique ne peut se concevoir que dans un cadre artisanal, comme c'est le cas pour l'organiste lucernois Franz Leonti Meyer von Schauensee qui, après avoir mené une carrière politique, devient ecclésiastique pour pouvoir exercer ses talents de musicien et fonder un collège de musique dans sa ville, ainsi que la société Helvetische Konkordiagesellschaft qui soutient les positions dogmatiques de l'Église face aux idées nouvelles des Lumières. Progressivement, l'organisation de concerts par des sociétés d'amateurs ou par des collèges devient une pratique régulière qui attire de plus en plus de public.
En 1808, en pleine époque de la Restauration, le lucernois Franz Xaver Schnyder von Wartensee et le zurichois Hans Georg Nägeli fondent la « Société helvétique de musique » qui est suivie en 1842 par la « Société fédérale de chant ». Ces sociétés font connaître, à travers les fêtes qu'elles organisent périodiquement, les œuvres orchestrales de Georg Friedrich Haendel, Joseph Haydn et Ludwig van Beethoven ; à cette époque, l'influence dominante de la musique dans le pays est donné par le mouvement romantique allemand porté par Johannes Brahms et Richard Wagner qui séjourne pendant plusieurs années à Zurich. En 1900, afin de se libérer de cette influence, plusieurs musiciens fondent à Genève l'Association des musiciens suisses dont les fêtes annuelles vont être, pendant plusieurs années, l'occasion de présenter au public des œuvres de compositeurs nationaux. En parallèle avec cette nouvelle association, se développe dans le pays une mode pour le chant choral à quatre voix.
Le développement de la musique classique en Suisse n'est pas différent de celui de la France ou de l'Allemagne. Il n'existe pas réellement de conscience d'une culture musicale suisse, bien que la vie musicale y soit très riche. Les compositeurs sont surtout influencés par la musique française et allemande. L'intrusion d'élément folklorique tel le cor des Alpes pour donner une couleur dans les passages pastoraux des compositions romantiques n'est ni spécifiquement suisse, ni une pratique courante. C'est dans la musique ancienne ou contemporaine (enseignées dans les conservatoires et à la Schola Cantorum de Bâle) qu'il faut chercher, sans qu'il existe une école à proprement suisse, quelques compositeurs de renom : Ernest Bloch, Arthur Honegger, Alfred Keller, Ludwig Senfl.
En Suisse Romande, Ernest Ansermet est une figure musicale incontournable, de par ses activités de chef d'orchestre et la fondation de l'Orchestre de la Suisse romande. Les compositeurs Gustave Doret ou Émile Jaques-Dalcroze incluent des éléments folkloriques dans leurs œuvres. Rolf Liebermann, compositeur formé au dodécaphonisme est aussi important comme directeur de théâtre et maison d'opéra (Hambourg puis Paris).
La Suisse produit au XXe siècle quelques compositeurs importants, toutefois pour la plupart expatriés. Rappelons que Maurice Ravel avait un père d'origine suisse et qu'Ernest Bloch était suisse naturalisé américain. Le zurichois Othmar Schœck fut un important compositeur d'opéra. Klaus Huber, formé à Zurich, puis Berlin est de stature internationale. Il enseigne la composition au conservatoire de Fribourg-en-Brisgau, où il forme de nombreux compositeurs (Michael Jarrell, Wolfgang Rihm...). Heinz Holliger possède également une renommée internationale tant pour ses talents d'interprète virtuose (hautboïste), de chef d'orchestre et de compositeur ; il est influencé par Sándor Veress, Klaus Huber, la seconde école de Vienne, et Pierre Boulez. En Suisse romande, les genevois Frank Martin et Michael Jarrell et le vaudois Richard Dubugnon possèdent aussi une notoriété dépassant les frontières suisses.

## Musique folklorique

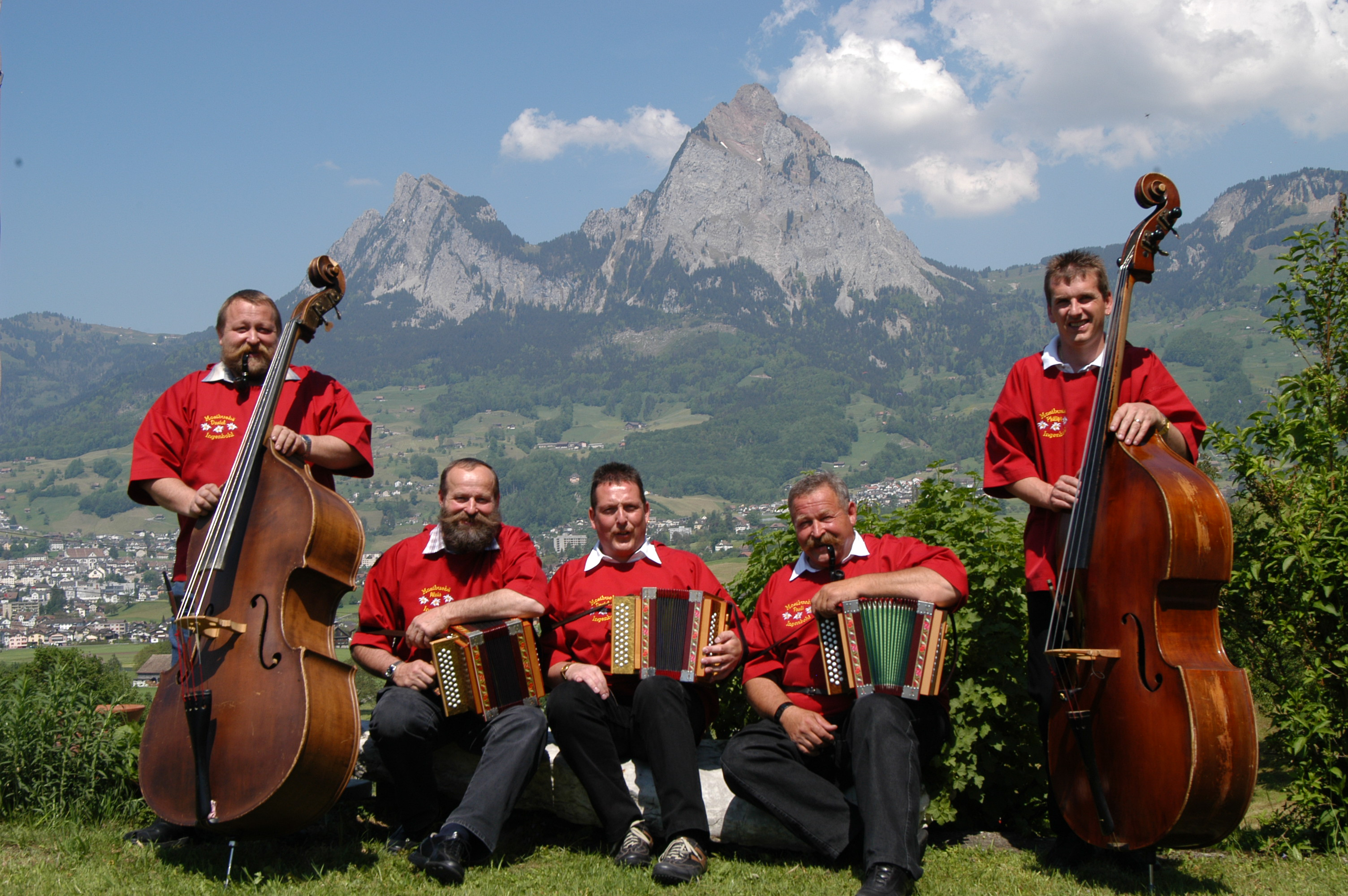
Schwyzerörgeli Quartett.

Bien qu'elle soit certainement très ancienne (un traité fait état d'instruments à cordes dès le XVe siècle), les premières sources attestant de la pratique de la Volksmusik (litt. « musique populaire ») datent du XVIIIe siècle. En effet, en 1710 le médecin Johannes Hofer reproduit dans un ouvrage de médecine parlant du « mal du pays » le début d'une mélodie alpestre appenzelloise. La même année, Theodor Zwinger évoque le ranz des vaches comme cause du mal du pays des mercenaires suisses qui, dès lors, désertaient. On prétendait[style à revoir] au XVIIIe siècle qu'il était interdit aux mercenaires suisses de chanter ou de jouer cette mélodie, sous peine de mort. Jean-Jacques Rousseau reprend cette idée dans son Dictionnaire de musique (1767) C'est lors de la fête d'Unspunnen de 1805 qu'est publiée, par Franz Sigismund Wagner, la première véritable collection de chansons populaires, les Huit Ranz des vaches suisses, avec musique et paroles.
Dès 1886, les fêtes fédérales, alors axées sur la gymnastique et le chant, se voient adjoindre un « Festspiel » (en allemand « festival »), représentant des évènements de l'histoire nationale sous forme de tableaux vivants composés de chœurs, de scènes de groupes et de dialogues dramatiques, interprétés par des amateurs. Au fil des années, ces représentations vont prendre de plus en plus d'ampleur, pour culminer en 1903 à Lausanne où plus de 2 000 personnes montent sur scène. Le genre va progressivement décliner pour se conclure en 1914, où le dernier des « Festspiel », La Fête de Juin, mise en scène par Émile Jaques-Dalcroze et Adolphe Appia, est monté à Genève.

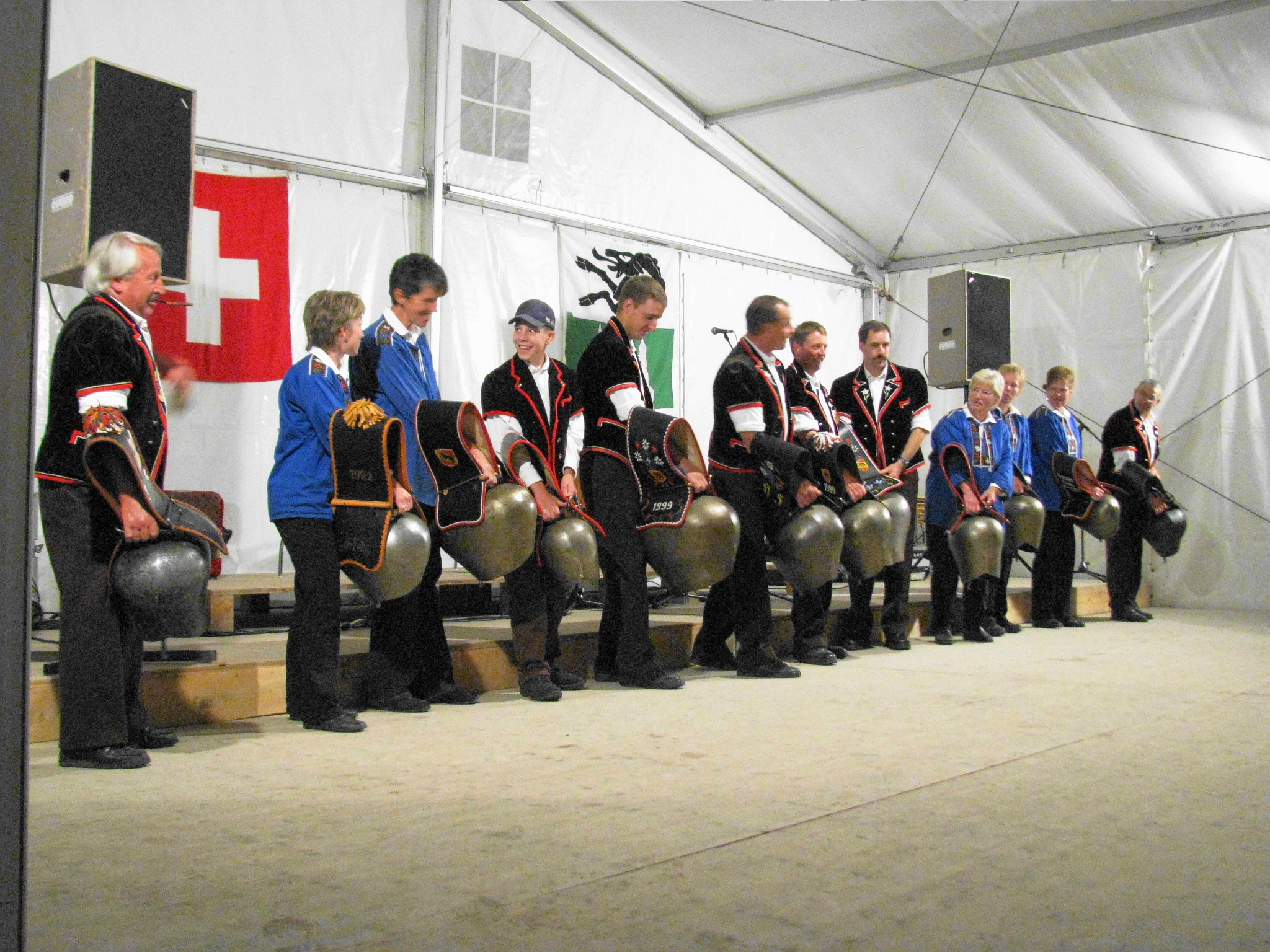
Sonneurs de cloche.

La musique folklorique a été l'objet d'encouragement fédéral depuis le XXe siècle dans un souci de préservation de l'identité suisse au sein du monde germanique et face au monde anglo-saxon. Cette popularisation a provoqué des métissages musicaux entre le folklore et des arrangements classique, jazz ou world, assez similaires à ceux de la musique tzigane. Par ailleurs un certain engouement des compositeurs classiques nationaux a permis l'émergence récente d'un nouveau répertoire intégrant des instruments folkloriques tels que le cor des Alpes. Il subsiste encore toutefois des pratiques alpestres purement traditionnelles comme l'alpsegen, le bättruef, le ländler, le bödele ou le monferrine.
La musique folklorique suisse accueille de nombreuses catégories que l'on retrouve bien souvent en compilation sous forme de « cocktail » musical diversifié sur de nombreux disques. Les « Ländlerkapelles » sont formées généralement d'une clarinette ou d'un saxophone soprano, voire parfois flûte à bec ou même siffleur jouant la mélodie principale, d'un accordéon chromatique tantôt en accompagnement tantôt à la tierce, d'un piano d'accompagnement et d'une contrebasse, auxquelles viennent s'adjoindre occasionnellement quelques chanteurs de yodels, jouant des marches, valses, polka, ländlers ou foxtrots typiques du folklore.
Typiques du canton de l'Apenzell, les Streichmüsik sont principalement composées de deux violons fiddle, d'un hackbrett d'accompagnement et d'une contrebasse à cordes frottées sur des rythmes de marches, valses et polkas. Les schwyzerörgeli, petits accordéons du XIXe siècle, sont bien souvent diatoniques jouant en duo ou trio, à l'instar du folklore autrichien, et les ensembles sont très nombreux dans chaque canton.
Les yodels, dits aussi « youtse », « zäuerli », « jûüzli » ou « ruggusserli », sont fréquents à l'instar des tyroliennes que l'on trouve au Tyrol ou en Bavière. Mais les pièces rapides virtuoses sont plus rares, privilégiant même parfois les chants lents en voix de tête comme dans pour le Ranz des vaches.
Le yodel suisse est souvent chanté a cappella (sans accompagnement instrumental) par des chœurs d'hommes ou des chorales, de manière relativement lente. Majoritairement constitué d'un chœur d'hommes, souvent un quatuor ayant les tessitures soprano, alto, ténor et basses, l'une des mélodies la plus souvent chantée dans ce répertoire est La Montanara. Parmi les chorales célèbres pouvant chanter des compositions locales du crû, celle de Fribourg, interprétant notamment La Youste du lac noir avec couplet en yodel, ou Le Vigneron, accompagnées d'un ensemble folklorique ou d'un grand orchestre.

## Musique populaire

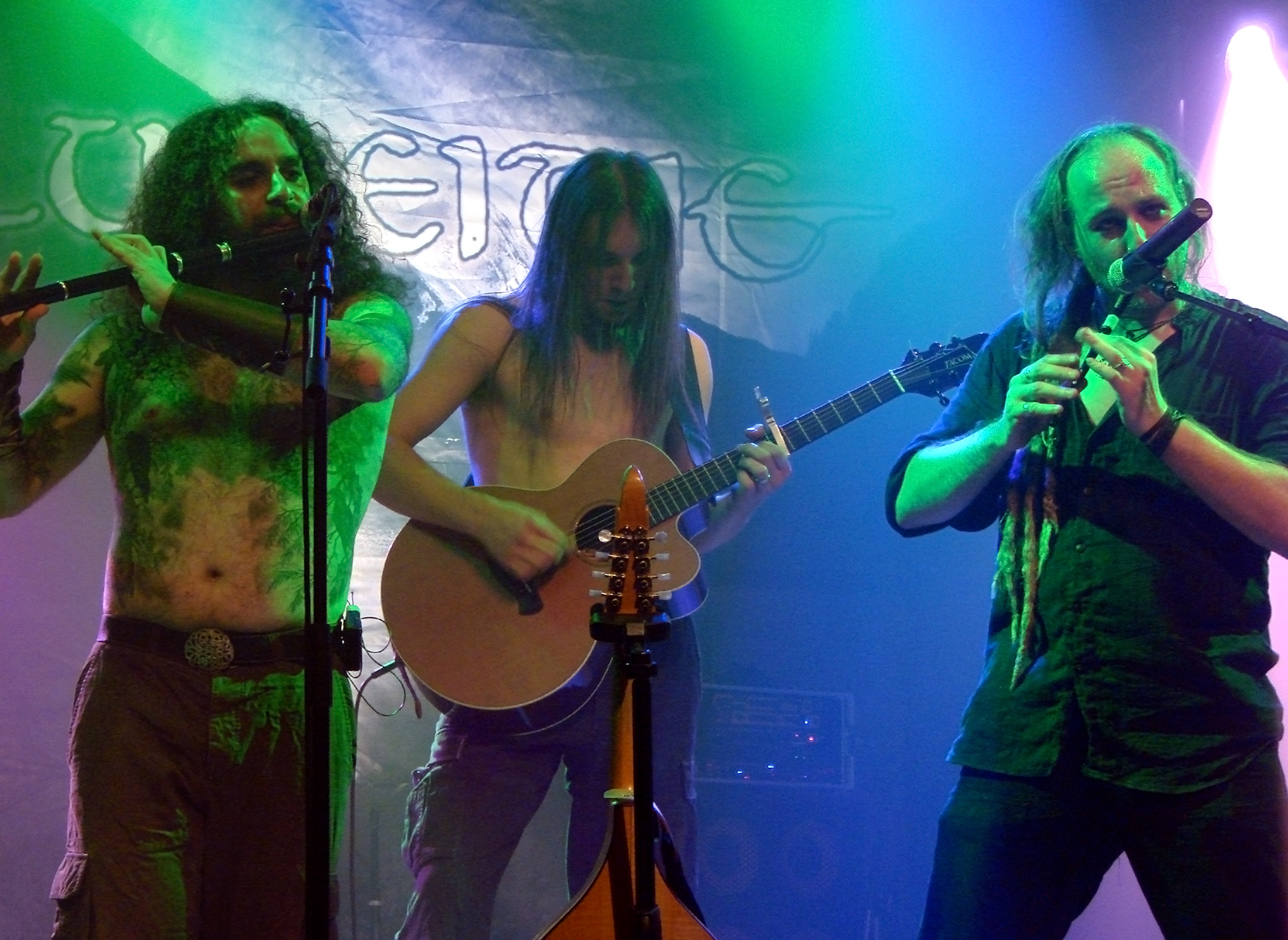
Le groupe suisse de folk metal Eluveitie.

Dans la seconde moitié du XIXe siècle, les musiques actuelles se développent par la multiplication des fanfares civiles et des sociétés locales de musiques qui jouent un rôle social important dans les communes rurales et représentent souvent l'unique moyen d'apprendre à jouer d'un instrument de musique.
Après la Première Guerre mondiale, le jazz fait son apparition en Suisse et connait rapidement un succès important, alimenté par une scène locale particulièrement active lors de la Seconde Guerre mondiale en raison de l'isolement du pays, alors entièrement entouré par les forces de l'Axe. Le Montreux Jazz Festival devient une institution mondiale.
La percée du jazz est suivie par celle du rock et de la musique pop qui mettent en avant la langue anglaise ; depuis les années 1970, cette tendance à l'utilisation de l'anglais dans la chanson est combattue par un mouvement suisse alémanique qui prône l'usage du dialecte suisse allemand, en particulier dans le cadre du rock. Le Paléo Festival Nyon est l'un des plus grands rassemblements annuels de la scène pop, hip-hop, latino et rock en Suisse. Sans oublier les influences du Schlager ou le rock suisse.
Actuellement[Quand ?], la musique helvétique connaît un rayonnement au-delà de ses frontières, rencontrant de nombreux succès commerciaux. Ceci notamment grâce à sa musique électronique (electro et dance music en particulier) et des artistes tels que DJ Antoine, Remady, Yves Larock ou encore Mike Candys. La Suisse est la patrie de nombre de musiciens ou chanteurs actuels œuvrant dans des domaines aussi variés que le jazz (Daniel Humair), le disco (Patrick Juvet), la pop (Stephan Eicher), la techno (Mr.Mike), la world (Andreas Vollenweider), le rap (Stress) ou les comptines (Henri Dès).

## Carnaval

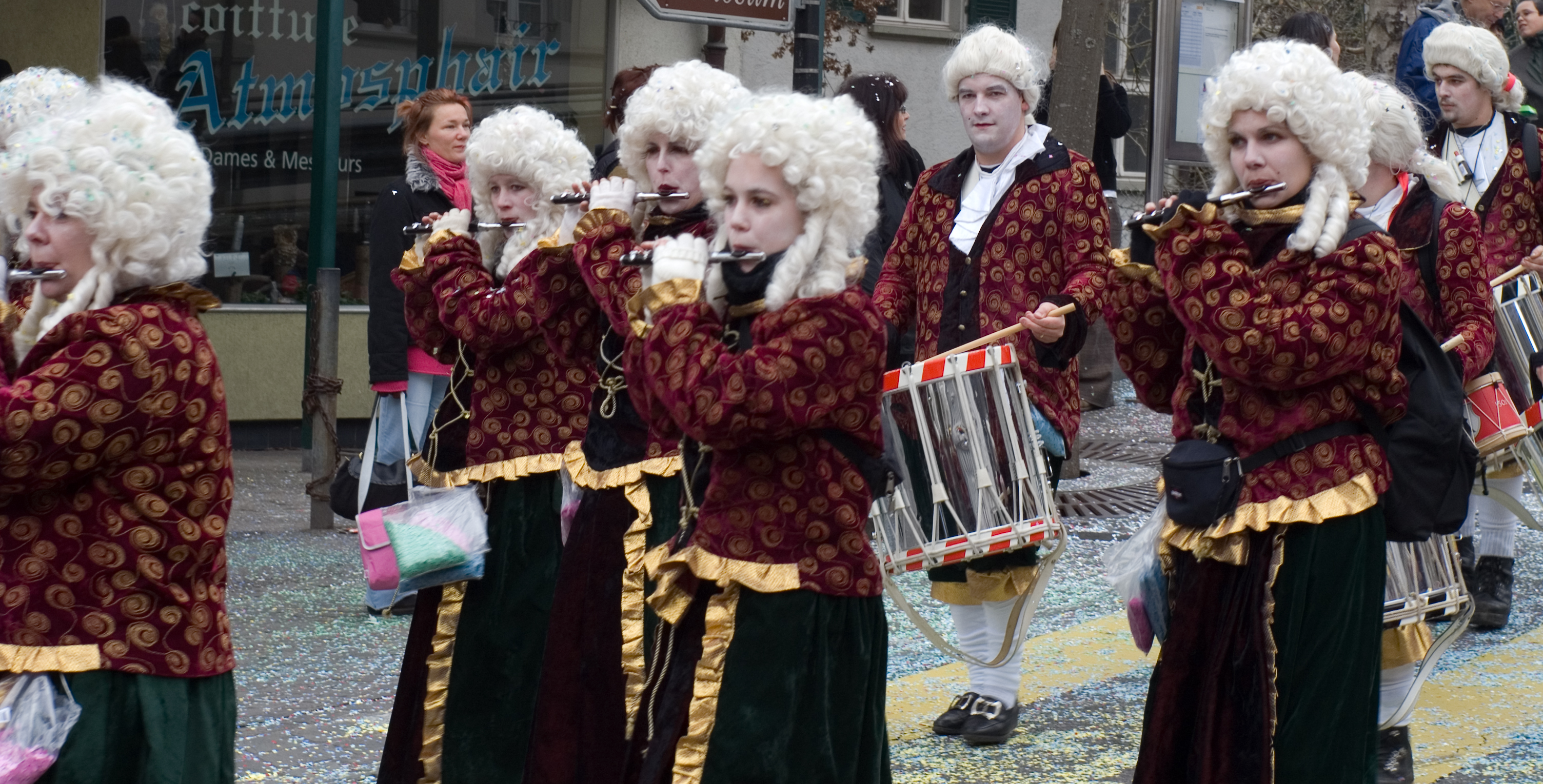
Fifres et tambours.

Depuis des siècles, la Suisse a une grande tradition de carnavals agrémentés d'ensembles musicaux (cliques ou Guggenmusik), notamment le carnaval de Bâle, le carnaval des Bolzes à Fribourg, le carnaval de Lucerne, le carnaval de Monthey, le carnaval de Sion, le carnaval d'Evolène ou les brandons de Payerne, sans oublier les divers Silvesterklausens ou les charivari.

## Instruments traditionnels

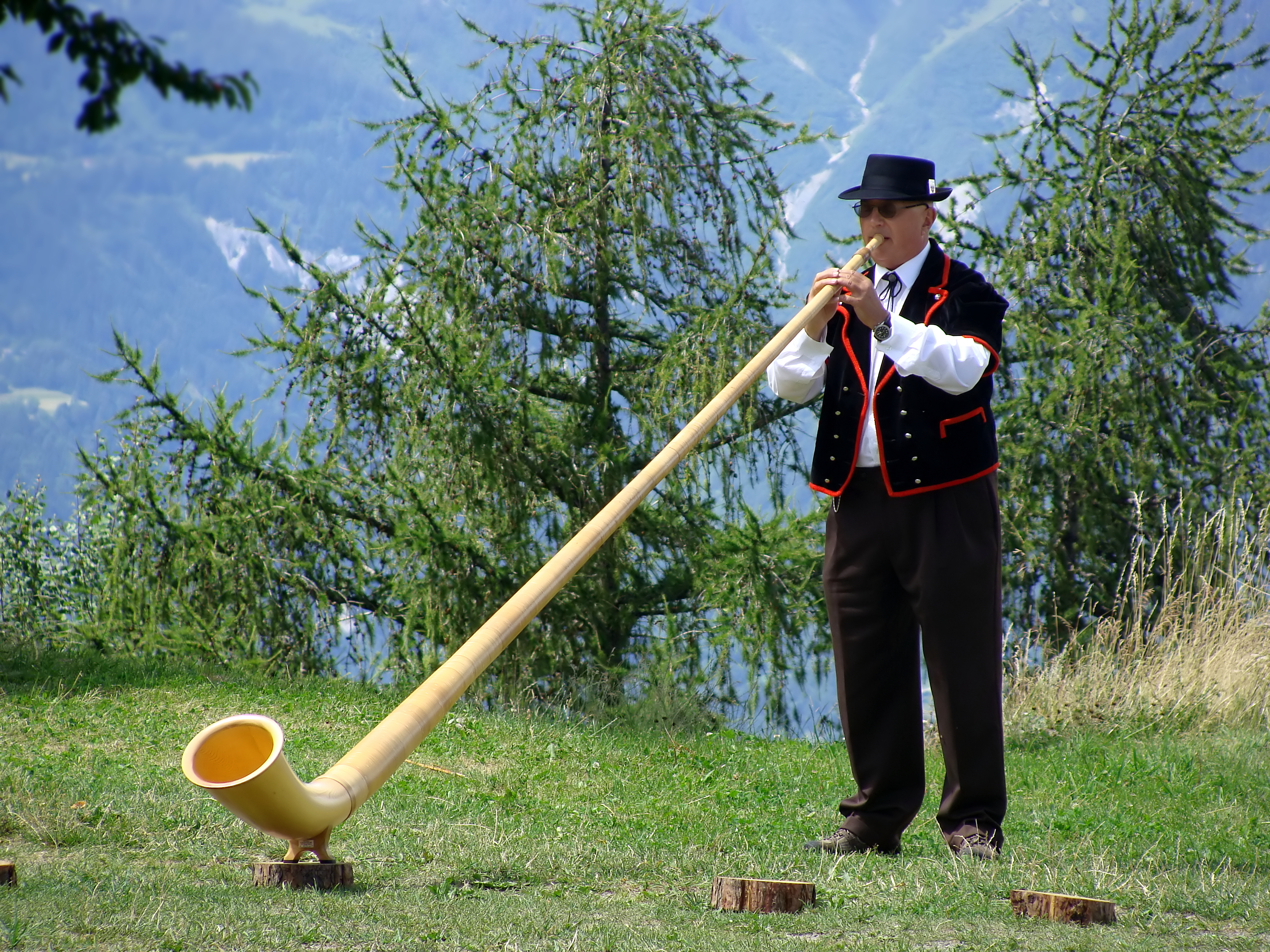
Joueur de cor des Alpes suisse.

Le cor des Alpes est une trompe de très grande longueur. Il peut être joué seul ou à plusieurs, pour former un trio ou quatuor, cors soprano, alto, ténor et basse. Les mélodies sont souvent aussi assez lentes, résonnant parfois d'une montagne à l'autre. Jusqu'à une vingtaine d'artistes peuvent se regrouper en cercle pour jouer chacun un cor, l'ensemble dessinant même une figure assez géométrique, comme à l'occasion, tous les trois ans, de la fête fédérale des yodleurs.
Les ensembles de trois à six harmonicas (Muulörgeli) sont également très fréquents en Suisse, composés notamment comme tout ensemble de ce type, d'un ou plusieurs harmonicas jouant la mélodie principale, un harmonica d'accompagnement et un harmonica basse, sur des marches, valses et polkas du folklore suisse entraînants, et peuvent être paradoxalement accompagnés d'un ensemble ressemblant à celui de l'Oberkrain, avec guitare, accordéon et petit tuba. De même, les ensembles de mandolines Suisses italiennes peuvent interpréter des morceaux folkloriques. Certaines compositions de valses, ländlers et polkas sont également rejouées entièrement au piano ou par des sonneurs de cloches, (Schellenschütteln ou Glockenschellen), à l'instar des ceux des Schuhplattlers tyroliens.
Les « Blasorchester », orchestres d'harmonie ou fanfareset batterie-fanfares sont très nombreux en Suisse pour jouer notamment tout un répertoire de marches, valses et polkas, tels que l'ensemble. Plusieurs orchestres enrichis de violons se sont inspirés du folklore suisse, tel que celui e Cédric Dumont, qui, par ailleurs, dirige d'autres petits orchestres de mandolines ou fanfares issus de son grand orchestre sous les pseudonymes de Carlos Dalmonte ou Charles Vonberg.

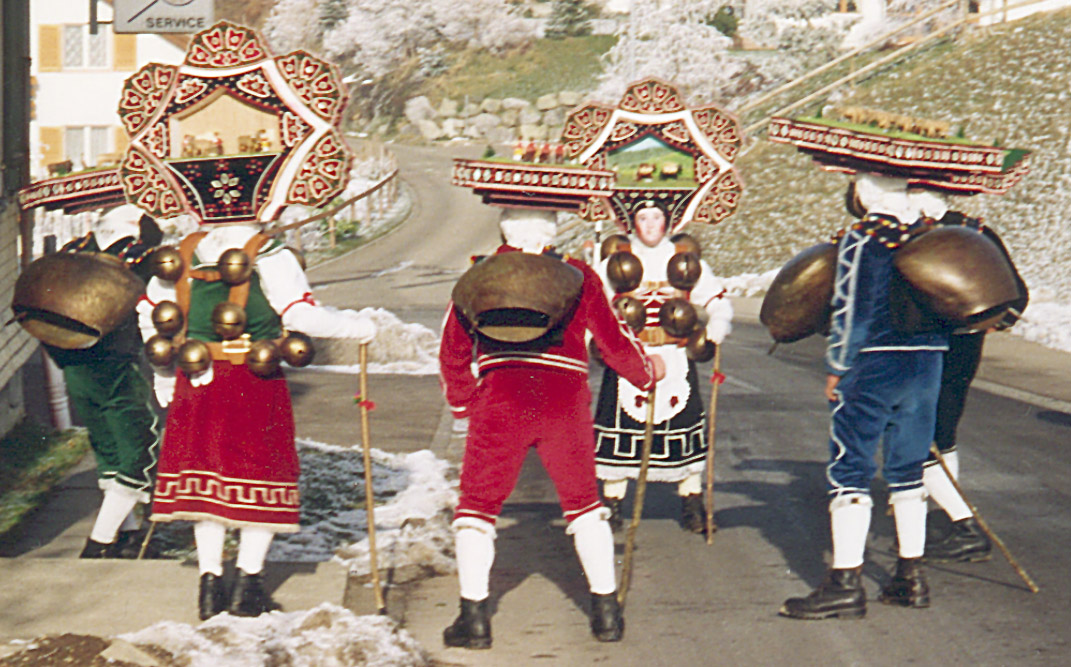
Silvesterklaus.

Les radios, diffusant principalement du folklore helvétique de plus en plus en audionumérique, sont toujours assez nombreuses, disponibles à présent pour la plupart sur Internet pour tous les amateurs de ce style musical, alternant avec les styles traditionnels folkloriques d'autres pays et la musique et les chansons allemandes baptisées « Schlagers ». Parmi les principales, il y a Radio Eviva (de) et Radio SRF Musikwelle (ex DRS).
Les instruments usités sont des instruments traditionnels tels que l'accordéon, la clarinette, le saxophone, le violon fiddle, le piano et la contrebasse, ainsi que des instruments spécifiques locaux tels que, pour les Instruments à vent le büchel, les cors des Alpes ou alphorns, ceux-ci étant bien souvent plusieurs, jouant sur 4 tonalités, le langnauerli, le mundharmonika ou harmonica, la piva, le sackpfeife, le Schwâbelpfiffli, le Schwegel ou fifre, le Schwyzerörgeli ou schwyzoise, et la Tiba.
Pour les Instruments à cordes, on y retrouve[style à revoir] la vielle à roue appelée drehleier, le hackbrett et le hexenscheit, la mandoline, le zister ou halszither et waldzither ou le zither, sorte de cithare. Pour les Instruments de percussion, outre les généraux, il y a la batte ou pritsche ou flac flac en bas Valais, sorte de peigne en sapin que l'on tient[style à revoir] d'une main pour frapper l'autre main, mais aussi le besenspiel ou manche à balais, remplaçant parfois la contrebasse là où autrefois il n'y en avait pas. Le rythme est produit par des coups frappés sur le manche à balai porté sur l'épaule. Le besenspiel est encore répandu en Suisse centrale. Les carillons, les Chlefeli ou castagnettes, les cloches (ou glockes, treichels, schellen et trycheln), la crécelle (ou raetsche), le curieux cricri (instrument bruiteur formé d'une coquille de noix, d'un double fil et d'une allumette), le flaschenspiel, le geissle, le glockenspiel, les holzlöffel (ou cuillers), le ratatac (ou trogklapper), dans le Val d'Anniviers, formé d'une bûche de sapin creusée munie d'une planchette, le talerschwingen, le tapolet ou klapperbrett, sorte de planchette avec une poignée et un marteau en bois fixé de telle façon qu'il puisse frapper la planchette en faisant un bruit rappelant celui d'un cheval au galop, le trommel ou encore le trümpi.